# Жыланбаев, Марат Толегенович
Марат Толегенович Жыланбаев (родился 19 августа 1963 г., в Талды, Каркаралинский район, Карагандинская область, Казахстан) — казахстанский марафонец. Является единственным человеком планеты, пробежавшим крупнейшие пустыни планеты — в Азии, Африке, Австралии и Америке, каждый пробег не менее 1200 км. Мастер спорта международного класса. Лидер незарегистрированой опозиционной партии  «Алга, Казахстан!»

## Биография
Родился 19 августа 1963 года в Каркаралинском районе. Происходит из подрода шор рода каракесек племени аргын. С 1 по 8 классы жил в детском доме.

## Спортивные достижения
Каждый пробег был протяженностью не меньше 1 200 километров. Самые длинные пробеги: через пустыню Каракумы в апреле 1992 года (1 200 км за 20 дней), Сахару с 25 февраля по 23 марта 1993 года (1700 километров за 24 дня), пустыню Большая Виктория (Австралия) с 24 ноября по 15 декабря 1993 года (1600 км за 22 дня), пустыню Невада (США) с 1 по 19 апреля 1994 года (1 218 км за 17 дней).
Победитель и призёр международных соревнований по ультрамарафону. Установил 7 мировых рекордов по марафонскому бегу, которые занесены в книгу рекордов Гиннесса.

## Уголовное дело
Неоднократно подвергался арестам по политическим мотивам. В 2021 году оказался на скамье подсудимых после серии критических высказываний в адрес Нурсултана Назарбаева. В январе 2022 года выиграл иск о "защите чести и достоинства" у Нурсултана Назарбаева. В ноябре 2023 года был приговорен к 7 годам заключения за финансирование и участие в запрещенной экстремистской организации. Международные правозащитные организации назвали уголовное дело против Жыланбаева политическим.

## Рекорды в книге Гиннесса
- С 6 октября 1990 года по 5 октября 1991 года пробежал за один календарный год (365 дней) 226 классических марафонов по 42 км 195 м[источник не указан 798 дней].
- Со 2 по 24 марта 1991 года за 23 дня пробежал 23 классических марафона подряд.[источник не указан 798 дней]
- С 1 по 15 июня 1991 года за 15 дней пробежал 30 классических марафонов (по 2 марафона в день) с результатом в среднем за марафон-4 часа 00 минут 54 секунды.[источник не указан 798 дней]
- Самый длинный пробег через пустыню Каракумы (Азия), 2-22 апреля 1992 года −1200 км за 20 дней.[источник не указан 798 дней]
- Самый длинный пробег через пустыню Сахара (Африка), 25 февраля-23 марта 1993 года-1700 км за 24 дня.[источник не указан 798 дней]
- Самый длинный пробег через пустыню Большая Виктория (Австралия), 24 ноября — 13 декабря 1993 года — 1600 км за 22 дня.[источник не указан 798 дней]
- Самый длинный пробег через пустыню Невада (Америка), 1-19 апреля 1994 года — 1218 км за 17 дней.[источник не указан 798 дней]

## Политическая деятельность
Участвовал в акциях протеста весной 2019 года, вызванной передачей власти Нурсултаном Назарбаевым Касым-Жомарту Токаеву. Лидер партии «Алга, Казахстан!», которой власти Казахстана 17 раз отказывали в регистрации. 25 мая 2023 суд Астаны арестовал Жыланбаева на два месяца. 1 ноября 2023 года Марат Жыланбаев объявил голодовку «до победного конца» в ответ на решение суда проводить судебное заседание в закрытом режиме.

## Награды и звания
- Медаль Актобе (2019)[16]